# Adama Njie
Pour les articles homonymes, voir Njie.
Adama Njie (ou N'Jie ; née le 7 février 1978) est une ancienne coureuse de demi-fond gambienne, spécialiste du 800 mètres. Elle représente son pays sur trois éditions des Jeux Olympiques et sur une des Jeux du Commonwealth, et est le porte-drapeau de la Gambie aux Jeux olympiques d'été de 2000.

## Carrière

### 1996
Aux Championnats d'Afrique d'athlétisme 1996, alors qu'elle est âgée de 18 ans, Njie remporte une médaille de bronze au 800 mètres avec un temps de 2 min 10 s 10. Elle est la première coureuse gambienne à gagner une médaille individuelle aux championnats d'Afrique. L'autre médaille du pays est le bronze lors des Championnats d'Afrique d'athlétisme 1984 avec le relais 4 x 100 m. Quelques semaines après sa médaille aux Championnats d'Afrique, Njie est la seule femme de la délégation gambienne aux Jeux olympiques d'été de 1996 à Atlanta. Elle échoue lors des séries du 800 m, ne finissant pas la course. Elle est alors la troisième plus jeune coureuse des Jeux, après l'Éthiopienne Kutre Dulecha et l'athlète des Maldives, Yaznee Nasheeda.

### 1997-2000
Elle participe au 800 m des Championnats du monde d'athlétisme 1997, où elle termine 31e sur 36 coureuses. Sa meilleure place à l'international est une 17e place aux Jeux du Commonwealth de 1998 à Kuala Lumpur, course où seules les 16 premières  sont qualifiées pour les demi-finales. Aux Jeux olympiques d'été de 2000 à Sydney, Njie est l'une deux seuls athlètes de la délégation gambienne (avec Pa Mamadou Gai) et la première femme porte-drapeau de son pays. Elle court le 800 mètres, et avant-dernière de sa série avec un temps de 2 min 07 s 90, ce qui la place 31e sur 37 coureuses.

### 2001-2004
Lors du 800 m des Championnats du monde d'athlétisme 2001, Adama Njie finit 4e en partant de la fin de toutes les compétitrices. Elle ne s'améliore pas lors des Championnats du monde d'athlétisme 2003, courant alors 9 secondes moins vite que lors des deux années précédentes. Aux Jeux olympiques d'été de 2004 à Athènes, Njie est de nouveau la seule femme de la délégation Gambienne. Elle est invitée à participer seulement un mois avant les Jeux, lorsque l'athlète Mama Gassama renonce à sa participation,. Njie finit dernière de sa série avec un temps de 2 min 10 s 02, plus de dix secondes derrière la vainqueur de la série, la Roumaine Maria Cioncan. Cependant, elle devient la première athlète féminine Gambienne à participer à trois Jeux Olympiques, avec la coureuse Jabou Jawo.

## Palmarès

### Jeux Olympiques
- Jeux olympiques d'été de 1996 à Atlanta ( États-Unis) :
  - DNF au 800 m
- Jeux olympiques d'été de 2000 à Sydney ( Australie) :
  - 31e du 800 m.

### Championnats d'Afrique
- Championnats d'Afrique d'athlétisme 1996 à Yaoundé ( Cameroun) :
  -  médaille de bronze du 800 m.

### Jeux du Commonwealth
- Jeux du Commonwealth de 1998 à Kuala Lumpur ( Malaisie) :
  - 17e du 800 m.